# بیلیبینو
شهر بیلیبینو (به روسی: Билибино) در کشور روسیه و در اوکروگ چوکوتکا اوتونوموس واقع شده‌است.